# James Pinson Labulo Davies
James Pinson Labulo Davies (né le 14 août 1828 à Bathurst, Colonie et Protectorat de la Sierra Leone — mort le 29 avril 1906 à Lagos, Protectorat du Nigeria du Sud) est un marchand et marin, planteur et philanthrope nigérian du XIXe siècle.

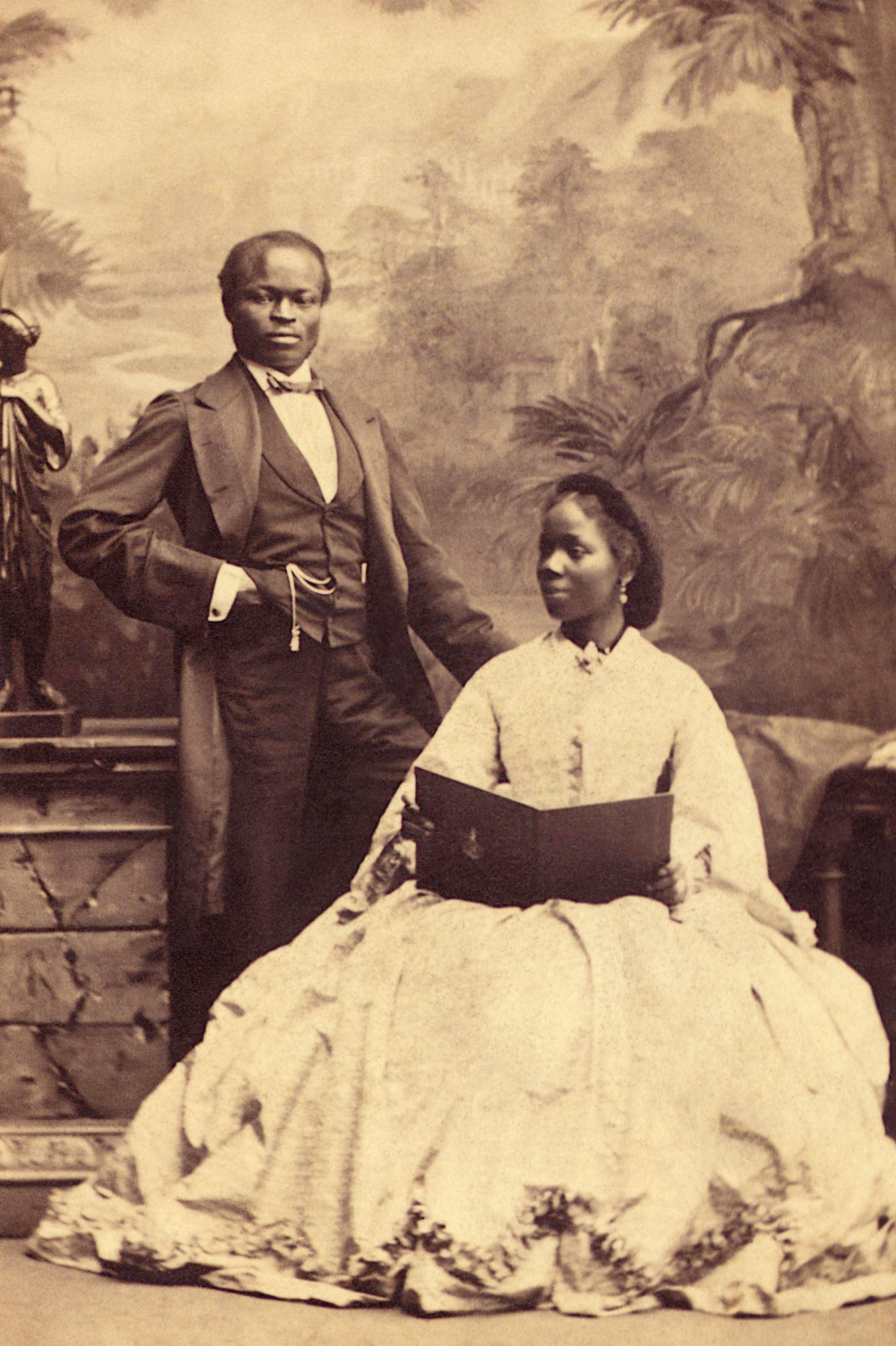
Un portrait de James Pinson Labulo Davies et Sara Forbes Bonetta, photographiés à Londres en 1862 par Camille Silvy.

Le capitaine Davies est le fils né de James et Charlotte Davies, deux rescapés de la Traite atlantique, qui appartenaient au peuple yoruba et étaient originaires d'Abeokuta et Ogbomoso (de l'empire d'Oyo), et qui furent sauvés par le West Africa Squadron de la Royal Navy et installés dans la colonie britannique de la Sierra Leone. Ils se firent baptiser à Bathurst au sein de l'Église anglicane. 
Le capitaine James P. L. Davies était capitaine de navire marchand, ainsi qu'un riche négociant et planteur de cacao de la colonie britannique de Lagos. Il était, par ailleurs, l'époux de Sara Forbes Bonetta, filleule de la reine Victoria,, et ils eurent de leur mariage trois enfants,,.